# AMACO
L'AMACO (acronimo di Azienda per la Mobilità nell'Area Cosentina) è un'azienda di trasporto pubblico di Cosenza. Fu fondata il 19 maggio 1949 da Giuseppe Aquino, titolare di una concessionaria di automobili, con la denominazione Aquino Servizi Automobilistici Cosenza (ASAC). I primi mezzi acquistati furono 4 autobus Alfa Romeo 800, 3 Alfa Romeo 430 e 3 Alfa Romeo Menarini 900.
Il 16 novembre 2023 la società è stata messa in Liquidazione Giudiziale.
Le prime linee in servizio furono:
- Linea 1 Duomo - Casermette (l'attuale caserma del 1º Reggimento bersaglieri)
- Linea 2 Cosenza Casali - Case Popolari (zona San Vito)

Nel 1966 l'azienda passa sotto il controllo del comune di Cosenza, prendendo il nome di Azienda Trasporti Automobilistici Cosenza (ATAC).
In seguito alla riforma dei trasporti pubblici locali, nel 1996 diventa azienda speciale AMACO, diventando una società di capitali nel 1999.

## Parco veicoli

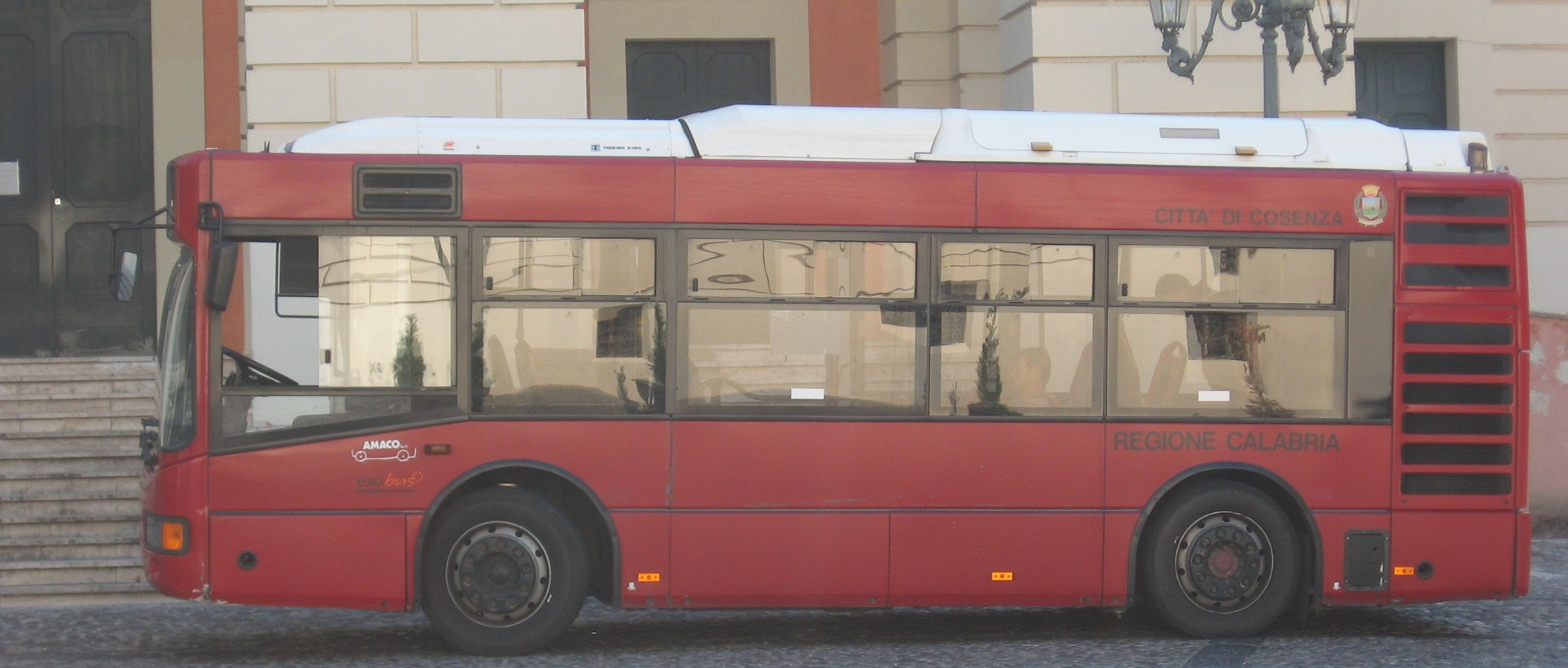
Un BredaMenarinibus M 240 /GNCEV-A

Al 2009, l'azienda disponeva di 70 autobus.

## Scale mobili

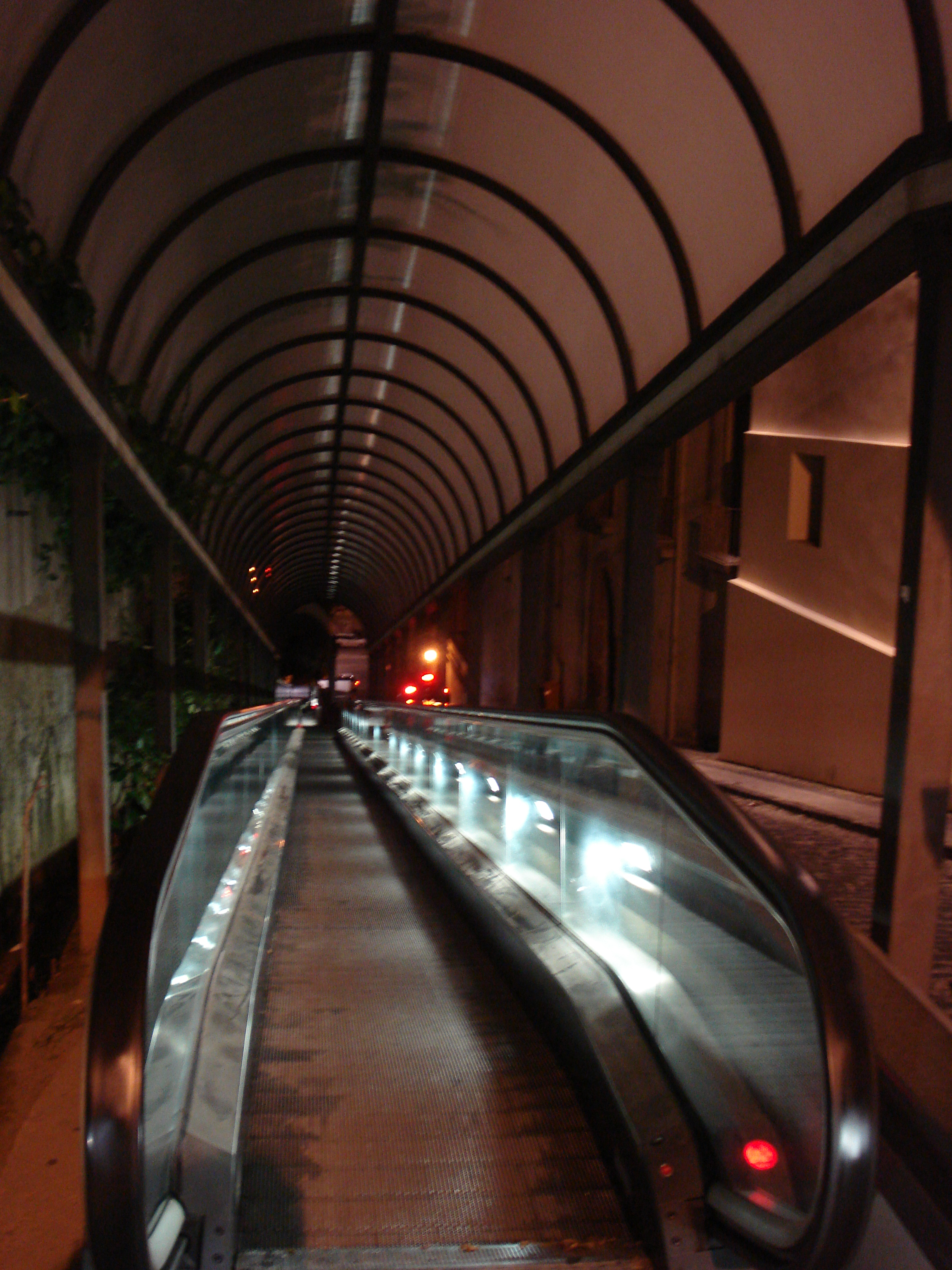
Il tappeto mobile visto dall'alto

L'azienda mantiene inoltre un sistema di marciapiedi mobili e scale mobili che collegano il quartiere Spirito Santo a piazza XV Marzo, ex-sede della Provincia (ora sita nei pressi della stazione FFSS), e inizio della Villa Vecchia.